# Antônio Afonso de Miranda
Antônio Afonso de Miranda (ur. 14 kwietnia 1920 w Cipotânea, zm. 11 października 2021 tamże) – brazylijski duchowny rzymskokatolicki, w latach 1981–1996 biskup Taubaté.

## Życiorys
Święcenia kapłańskie przyjął 1 listopada 1945. 3 listopada 1971 został prekonizowany biskupem Lorena. Sakrę biskupią otrzymał 27 grudnia 1971. 11 lipca 1977 został mianowany koadiutorem diecezji Campanha. 6 sierpnia 1981 został mianowany biskupem Taubaté. 22 maja 1996 przeszedł na emeryturę.